# ゴールドキング
ゴールドキング株式会社は、愛知県名古屋市中区橘に本社を置く日本の輸送機器製造メーカーである。

## 沿革
- 1923年（大正12年）11月 - 名古屋市にて小澤蓄音機商会を創業。
- 1950年（昭和25年）3月 - ロータリーインバータの制作を開始。
- 1953年（昭和28年）11月 - 合資会社小澤商会ゴールドキング製作所として組織変更。
- 1956年（昭和31年）6月 - 営業部門を分離し、ゴールドキング株式会社を設立。
- 1980年（昭和55年）7月 - 桑名工場を開設し、操業開始。
- 2020年（令和2年）7月 - 本社を中川区野田から現在地に移転[2]。

## 主要商品
- バス向け電装機器の製造・販売
- 鉄道向け電装機器の製造・販売 など